# Ханькоу-Мару
Ханькоу-Мару (Hankow Maru) — транспортне судно, яке брало участь в операціях японських збройних сил у Китаї та на Тихому океані. 
Судно спорудили як вантажопасажирське в 1919 році на верфі Kawasaki Dockyard у Кобе для компанії Kawasaki Kisen. У 1921-му власником стала Kokusai Kisen, а з 1938-го судно належало Yamashita Kisen. 
У липні 1937-го на тлі початку Другої японо-китайської війни «Ханькоу-Мару» реквізували для потреб Імперської армії Японії, проте в другій половині 1938-го повернули власникам.
У січні 1941-го судно знову реквізували для Імперської армії. 16—17 грудня 1941-го «Ханькоу-Мару» та ще 16 транспортів вийшли з Палау (захід Каролінських островів) і попрямували до острова Мінданао, маючи на борту підрозділи 56-ї та 16-ї піхотних дивізій, а також різноманітні підрозділи флоту. Після опівночі 20 грудня загін досягнув району Давао та почав висадку десанту, який уже до вечора здобув це місто.
6 січня 1942-го «Ханькоу-Мару» та ще 14 транспортних суден вийшли з Дал'яо (поблизу Давао), маючи на борту сили вторгнення на острів Борнео. Ввечері 10 січня загін досяг району острова Таракан, а невдовзі після опівночі 11 січня почалась висадка.
21 січня 1942-го «Ханькоу-Мару» та ще 14 транспортів вийшли з Таракану для висадки десанту в розташованому південніше іншому центрі нафтовидобувної промисловості Борнео — Балікпапані. 23 січня на переході конвой атакували літаки, яким вдалось потопити один з транспортів, тоді як інші ввечері того самого дня прибули до Балікпапану та почали висадку десанту. У перші години 24 січня американські есмінці атакували сили вторгнення і змогли потопити й пошкодити ще кілька суден, проте «Ханькоу-Мару» не постраждало.
Відомо, що 17 березня 1943-го «Ханькоу-Мару» вийшло з японського порту Саєкі до Палау (важливий транспортний хаб на заході Каролінських островів), при цьому воно прямувало в конвої «H2» операції «Військові перевезення № 8» (мала за мету постачання Рабаулу — головної передової бази в архіпелазі Бісмарка, з якої провадились японські операції на Соломонових островах та сході Нової Гвінеї).
26 квітня 1943-го судно у складі конвою «Вевак № 3» вийшло з Палау до Веваку (тут був головний японський гарнізон на північному узбережжі Нової Гвінеї). Відомо, що в середині травня 1943-го судно перебувало в порту Голландія (наразі Джаяпура, за кілька сотень кілометрів на захід від Веваку), звідки 18—22 травня пройшло в конвої до Палау.
20—31 липня 1943-го «Ханькоу-Мару» в конвої «Ганза № 5» пройшло круговим маршрутом з Палау до затоки Ганза (все те ж північне узбережжя Нової Гвінеї, приблизно посередині між Веваком та Мадангом) та назад.
20 серпня 1943-го «Ханькоу-Мару» вийшло з Палау у складі конвою «Вевак № 7». 23 серпня конвой дістав наказ повернутись через підвищену активність ворожої авіації над Веваком, проте 28 серпня знову рушив з Палау. В ніч проти 2 вересня судна прибули до Веваку і тієї ж доби під час атаки авіації «Ханькоу-Мару» зазнало пошкоджень і затонуло.